# NGC 5075
NGC 5075 est une galaxie elliptique située dans la constellation de la Vierge. Sa vitesse par rapport au fond diffus cosmologique est de 6 802 ± 21 km/s, ce qui correspond à une distance de Hubble de 100,3 ± 7,0 Mpc (∼327 millions d'al). NGC 5075 a été découverte par l'astronome allemand Albert Marth en 1865.
Selon la base de données Simbad, NGC 5075 est une galaxie LINER, c'est-à-dire une galaxie dont le noyau présente un spectre d'émission caractérisé par de larges raies d'atomes faiblement ionisés.
À ce jour, une mesure non basée sur le décalage vers le rouge (redshift) donne une distance d'environ 74,700 Mpc (∼244 millions d'al). Cette valeur est nettement à l'extérieur des valeurs de la distance de Hubble. Notons cependant que c'est avec la valeur moyenne des mesures indépendantes, lorsqu'elles existent, que la base de données NASA/IPAC calcule le diamètre d'une galaxie et qu'en conséquence le diamètre de NGC 5075 pourrait être d'environ 26,7 kpc (∼87 100 al) si on utilisait la distance de Hubble pour le calculer.